# Frank Heller
Frank Heller foi o pseudónimo do escritor sueco Gunnar Serner (20 de julho de 1886 - 14 de outubro de 1947). Escreveu uma série de livros de sobre as transações de negócios duvidosos num contexto internacional. As suas obras mais conhecidas referiam-se de maneira recorrente a Philip Collin, que era ao mesmo tempo detetive e ladrão.

## Cinema
O filme de F. W. Murnau As Finanças do Grão-Duque (alemão: Die Finanzen des Großherzogs) baseia-se no mesmo nome.